# Armada de México
La Armada de México è la marina militare messicana. I suoi compiti sono la vigilanza del mare territoriale e il controllo della Zona economica esclusiva. In questi ultimi anni il maggiore impegno è la lotta al narcotraffico.
Conta circa 70 000 effettivi. La Marina è organizzata su due Forze Navali, Fuerza Naval del Golfo y Caribe e Fuerza Naval del Pacifico, più la Infanteria de Marina.

## La squadra
Tra le unità navali in servizio un cacciatorpediniere classe Gearing sottoposto ad ammodernamenti FRAM, denominato ARM Netzahualcoyotl (D-102), e un cacciatorpediniere scorta Classe Edsall, ARM Manuel Azueta (D-111), entrambi utilizzati a scopo addestrativo. Ad essi si aggiungono due fregate della classe Bronstein, ancora in servizio a tutto il 2010:
- ARM Bravo (F-201) 1993 - in servizio
- ARM Galeana (F-202) 1993 - in servizio

Ad esse si aggiungono quattro fregate classe Knox, tutte unità navali provenienti dalla US Navy, che compongono la classe Allende:
- ARM Allende (F-211) 1997 - in servizio
- ARM Abasolo (F-212) 1997 - in servizio
- ARM Victoria (F-213) 2000 - in servizio
- ARM Mina (F-214) 2002 - in servizio

## Le unità minori
A queste unità di squadra si aggiungono due motocannoniere missilistiche tipo Sa'ar 4.5 acquistate da Israele; queste sono armate di missili antinave Gabriel Mk II e sono dotate di hangar e ponte di volo per un elicottero imbarcato, che sono state le prime unità navali del corpo navale israeliano ad avere una componente aeronavale imbarcata e che per la molteciplità dei compiti che possono assolvere possono essere considerate delle corvette multiruolo, e formano la classe Huracan:
- ARM Huracan (A-301) (2004) - in servizio
- ARM Tormenta (A-302) (2004) - in servizio

Inoltre sono in servizio varie unità di tipo OPV (Offshore Patrol Vessel, unità di pattugliamento di altura) tra le quali una classe di ex dragamine della US Navy e varie corvette sviluppate nel tempo in buona parte nei cantieri messicani, tra le quali comunque anche unità da oltre 1.000 tsl.

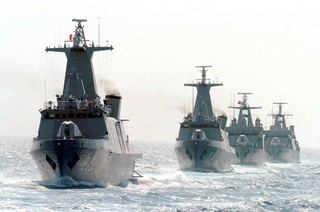
Corvette della Classe Durango.

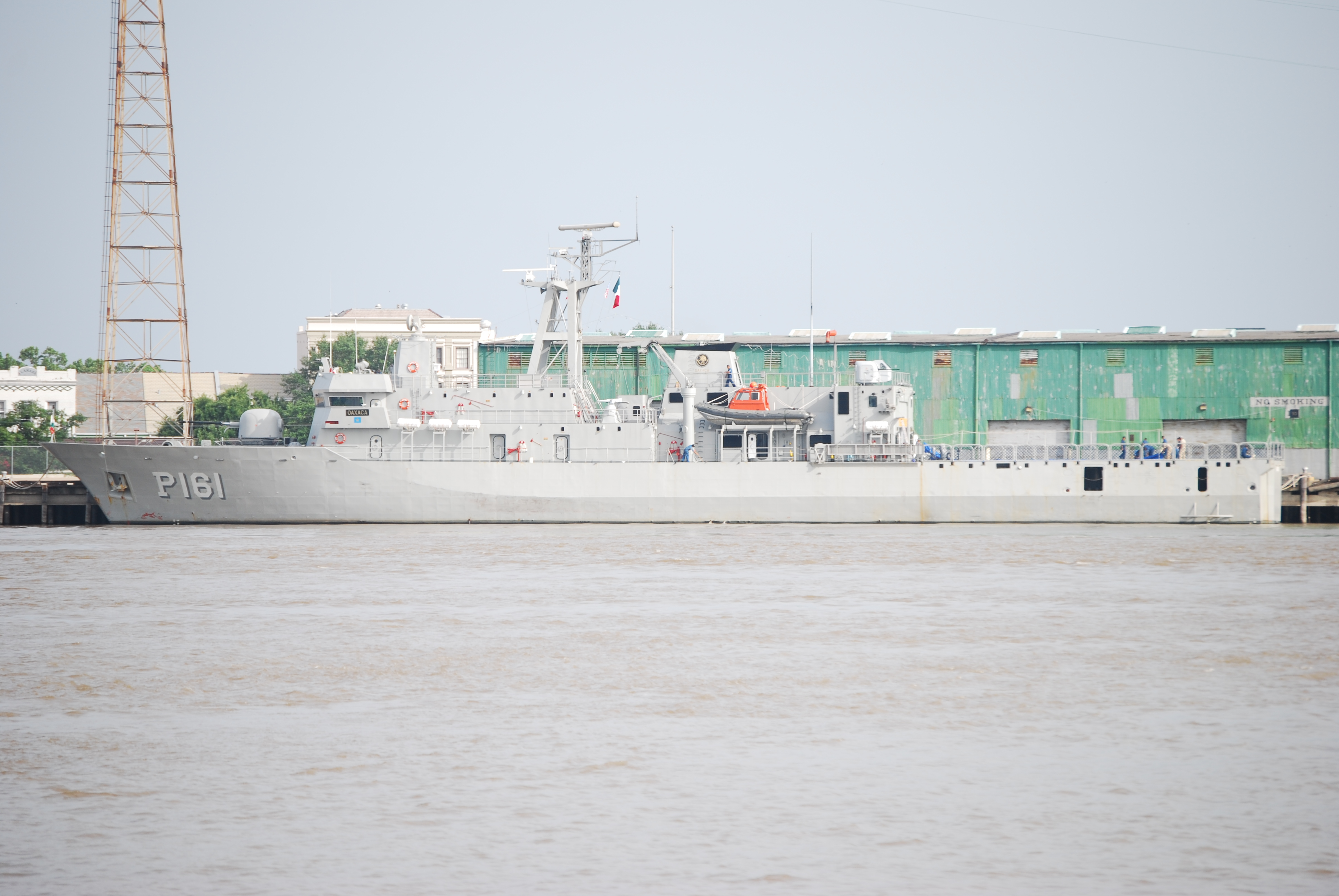
La ARM Oaxaca

- Classe Valle di dragamine ex US-Navy. Acquisite nel 1972 e 1973.
  - ARM Juan de la Barrera (P102) - Attiva
  - ARM Mariano Escobedo (P103) - Attiva
  - ARM Manuel Doblado (P104) - Attiva
  - ARM Santos Degollado (P106) - Attiva
  - ARM Juan N. Álvarez (P108) - Attiva
  - ARM Manuel Gutiérrez Zamora (P109) - Attiva
  - ARM Valentín Gómez Farías (P110) - Attiva
  - ARM Francisco Zarco (P112) - Attiva
  - ARM Ignacio L. Vallarta (P113) - Attiva
  - ARM Jesús González Ortega (P114) - Attiva
  - ARM Mariano Matamoros (P117) - Attiva
- Classe Uribe. Le navi di questa classe furono tutte costruite in Spagna nel 1982. Sono simili alla classe Serviola della Armada Española.
  - ARM Uribe (PO-121) - Attiva
  - ARM Azueta (PO-122) - Attiva
  - ARM Baranda (PO-123) - Attiva
  - ARM Breton (PO-124) - Attiva
  - ARM Blanco (PO-125) - Attiva
  - ARM Monasterio (PO-126) - Attiva
- Classe Holzinger. Queste navi vennero sviluppate in Messico basandosi sulla classe Uribe.
  - ARM Holzinger (PO-131) (1991) - Attiva
  - ARM Godinez (PO-132) (1991) - Attiva
  - ARM De La Vega (PO-133) (1994) - Attiva
  - ARM Berriozabal (PO-134) (1994) - Attiva
- Classe Sierra (corvetta). Queste navi vennero sviluppate e costruite in Messico.
  - ARM Sierra (PO-141) (1999) - Attiva
  - ARM Juarez (PO-142) (1999) - Out of Service[3]
  - ARM Prieto (PO-143) (1999) - Attiva
  - ARM Romero (PO-144) (1999) - Attiva
- Classe Durango. Queste navi vennero sviluppate e costruite in Messico.
  - ARM Durango (PO-151) (2000) - Attiva
  - ARM Sonora (PO-152) (2000) - Attiva
  - ARM Guanajuato (PO-153) (2001) - Attiva
  - ARM Veracruz (PO-154) (2001) - Attiva
- Classe Oaxaca. Queste navi vennero sviluppate e costruite in Messico.
  - ARM Oaxaca (PO-161) (2003) - Attiva
  - ARM Baja California (PO-162) (2003) - Attiva
  - ARM Independencia (PO-163) (2010) - Attiva
  - ARM Revolucion (PO-164) (2010) - Attiva nel novembre 2010
  - ARM Chiapas (PO-165) (2015) - lanciato il 19 niviembre 2015[4]
  - ARM Hidalgo (PO-166) (2016) - lanciato il 9 agosto, 2016[5]
  - ARM Jalisco (PO-167) - progressi nella costruzione del 9,13%[6]

La forza navale è dotata di vari mezzi ad ala fissa ed elicotteri per servizi di trasporto e collegamento e in funzione antisommergibile, oltre ad una linea di bimotori CASA C-212 per il pattugliamento marittimo.

## Mezzi aerei
Sezione aggiornata annualmente in base al World Air Force di Flightglobal del corrente anno. Tale dossier non contempla UAV, aerei da trasporto VIP ed eventuali incidenti accorsi durante l'anno della sua pubblicazione. Modifiche giornaliere o mensili che potrebbero portare a discordanze nel tipo di modelli in servizio e nel loro numero rispetto a WAF, vengono apportate in base a siti specializzati, periodici mensili e bimestrali. Tali modifiche vengono apportate onde rendere quanto più aggiornata la tabella.
| Aeromobile                        | Origine        | Tipo                              | Versione (denominazione locale) | In servizio (2024) | Note | Immagine |
| Aerei da pattugliamento marittimo |                |                                   |                                 |                    | |          |
| CASA CN-235                       | Spagna         | aereo da pattugliamento marittimo | CN-235 MPA                      | 6                  | |          |
| CASA C-212                        | Spagna         | aereo da pattugliamento marittimo | C-212-400E MPA                  | 7                  | |          |
| Beechcraft King Air 350           | Stati Uniti    | aereo da pattugliamento marittimo | King Air 350 MPA                | 5                  | |          |
| Aerei per impieghi speciali       |                |                                   |                                 |                    | |          |
| Maule M-7                         | Stati Uniti    | aereo da osservazione             | MX7-180                         | 7                  | 7 tra MX-7-180A e MX-7-180B in servizio al maggio 2019. |          |
| Aerei da trasporto                |                |                                   |                                 |                    | |          |
| Airbus C295                       | Unione europea | aereo da trasporto                | C295MC295W                      | 42                 | 4 C295M (2 nel 2009, 1 nel 2010, 1 nel 2011) e 2 C295W (entrambi nel 2014) consegnati, e tutti in servizio all'ottobre 2018. |          |
| Cessna 402                        | Stati Uniti    | aereo da trasporto                | C402                            | 2                  | |          |
| Beechcraft King Air 350           | Stati Uniti    | aereo da trasporto                | B350                            | 4                  | |          |
| Gulfstream G550                   | Stati Uniti    | aereo da trasporto                | G550                            | 1                  | |          |
| de Havilland Canada Dash 8        | Canada         | aereo da trasporto                | DHC-8                           | 2                  | |          |
| Learjet 31                        | Stati Uniti    | aereo da trasporto                | Learjet 31A                     | 1                  | |          |
| Learjet 60                        | Stati Uniti    | aereo da trasporto                | Learjet 60                      | 2                  | |          |
| Bombardier Challenger             | Canada         | aereo da trasporto                | Challenger 605                  | 1                  | |          |
| Aero Commander Turbo Commander    | Canada         | aereo da trasporto                | Turbo Commander                 | 4                  | |          |
| Aerei da addestramento            |                |                                   |                                 |                    | |          |
| Beechcraft T-6 Texan II           | Stati Uniti    | aereo da addestramento            | T-6C                            | 13                 | |          |
| Lancair ES                        | Stati Uniti    | aereo da addestramento            | Super ES                        | 2                  | |          |
| Zlín Z 242                        | Rep. Ceca      | aereo da addestramento            | Z 242L                          | 26                 | Al maggio 2019 risultano in servizio 27 esemplari. |          |
| Zlin Z 143                        | Rep. Ceca      | aereo da addestramento            | Z 143LSi                        | 2                  | |          |
| Elicotteri                        |                |                                   |                                 |                    | |          |
| Sikorsky UH-60 Black Hawk         | Stati Uniti    | elicottero utility                | UH-60M                          | 7                  | 3 UH-60M ricevuti nel 2011, 7 tra il 2014 ed il 2015. Due esemplari persi in incidenti, il 21 marzo 2020 ed il 15 luglio 2022. |          |
| Eurocopter EC 725                 | Unione europea | elicottero da trasporto medio     | EC 725                          | 3                  | 6 H225M ordinati nel 2010. |          |
| Eurocopter EC225 Superpuma        | Francia        | elicottero da trasporto VIP       | EC 225                          | 3                  | |          |
| AgustaWestland AW109 Power        | Italia         | elicottero utility                | AW109SP                         | 1                  | |          |
| Mil Mi-17 Hip                     | Russia         | elicottero da trasporto medio     | Mi-17V                          | 19                 | 27 Mi-17V ricevuti a partire dal 1994. Un esemplare è andato perso a maggio 2019, portando a 21 il numero degli esemplari in servizio. Un ulteriore esemplare è stato perso il 25 agosto 2021. Un altro esemplare è stato perso il 26 aprile 2022. |          |
| Eurocopter AS 565 Panther         | Francia        | elicottero ASW                    | AS565MBeAS565MB                 | 94                 | 10 AS565 Panther ordinati nel 2014 e tutti consegnati a dicembre 2017. Un AS 565MBe perso agli inizi di marzo 2024. |          |
| MD Helicopters MD902 Explorer     | Stati Uniti    | elicottero utility                | MD902                           | 4                  | |          |
| MD Helicopters MD 500             | Stati Uniti    | elicottero da addestramento       | MD500                           | 4                  | |          |
| Aérospatiale AS 555 Fennec        | Francia        | elicottero utility                | AS555                           | 1                  | |          |
| Airbus H145                       | Unione europea | elicottero da trasporto medio     | H145                            | 1                  | 2 H145 consegnati, uno dei quali ricevuto di secondo mano nel settembre del 2020 dalla compagnia parastatale Petróleos Mexicanos (PEMEX). Un esemplare è stato perso il 1 ottobre 2022.                                                            |          |
| Schweizer 300                     | Stati Uniti    | elicottero da addestramento       | S-300CS-269D                    | 410                | |          |
| Robinson R22                      | Stati Uniti    | elicottero da addestramento       | R22                             | 1                  | |          |
| Robinson R44                      | Stati Uniti    | elicottero da addestramento       | R44                             | 1                  | |          |

### Aeromobili ritirati
- Bo 105CB-2
- Grumman E-2C Daya - 3 esemplari (2004-2009)[32]
- Aermacchi M-290TP

## Fanteria di Marina
La Infanteria de Marina è articolata su due battaglioni di fanteria, un battaglione comando, uno di artiglieria, uno di imbarcazioni e veicoli anfibi ed uno di servizi, oltre ad uno squadrone di elicotteri.